# NGC 185

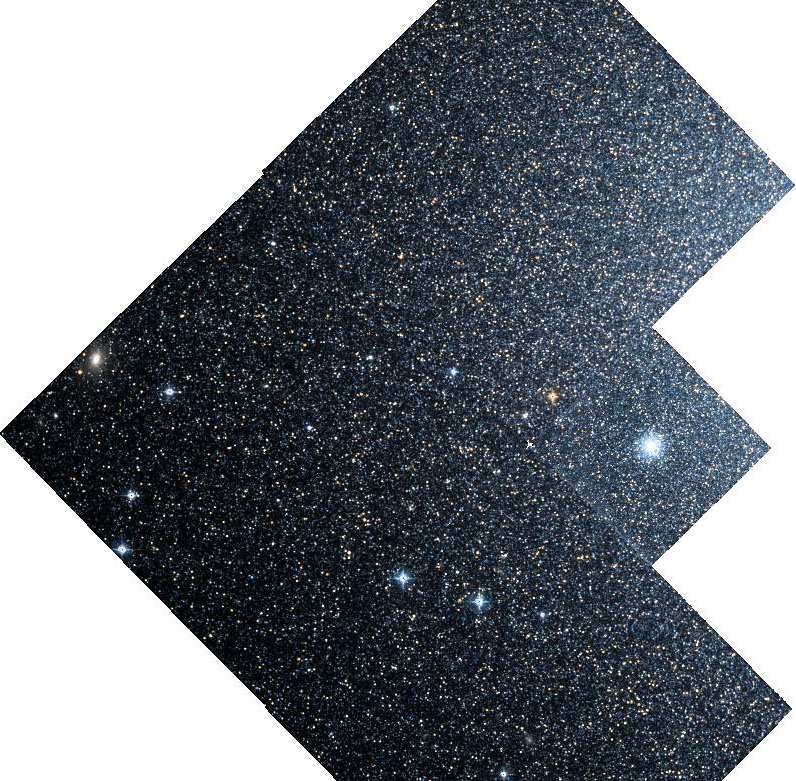
NGC 185 vista dal Telescopio spaziale Hubble

NGC 185, (nota anche come C 18), è una Galassia peculiare nana nella costellazione di Cassiopea.
Si sa per certo che questa galassia appartiene al Gruppo locale; è una galassia di forma ellittica in parte irregolare, visibile come una macchia chiara e sfuggente in un telescopio amatoriale. Forma una coppia fissa con la vicina galassia NGC 147, ed entrambe sarebbero galassie satelliti della grande Galassia di Andromeda, sebbene in quest'epoca appaiano più in direzione della nostra Via Lattea. Fu risolta in stelle per la prima volta nel 1944 dall'astronomo Walter Baade, e risultò evidente che al suo interno vi sono ammassi aperti molto giovani composti da stelle supergiganti blu; questo fatto denota che vi è attiva la formazione stellare, e che dunque la galassia è "viva" e non costituita solo da stelle di Popolazione II. Dista dalla Via Lattea 2,3 milioni di anni-luce.